# Замоцкий, Игорь Вадимович
И́горь Вади́мович Замо́цкий (укр. Ігор вадимович Замоцький, позывной — Яшка Положенец; 26 июля 1997, Кировоград — 8 июня 2023, Благодатное) — украинский военнослужащий, младший сержант, участник российско-украинской войны. Герой Украины (2024, посмертно).

## Биография
Родился 26 июля 1997 года в городе Кировоград (ныне — Кропивницкий). Окончил Центральноукраинский национальный технический университет. В 2016 году вступил в ряды ВСУ, участвовал в ООС. Во время полномасштабного вторжения России в Украину служил в Силах специальных операций Украины, в составе воинской части А2077. Погиб 8 июня 2023 года в возрасте 25 лет в районе села Благодатное Донецкой области.
Похоронен на Дальневосточном кладбище в Кропивницком.

## Награды
- Звание «Герой Украины» с удостоением ордена «Золотая Звезда» (30 сентября 2024, посмертно) — за личное мужество и героизм, проявленные в защите государственного суверенитета и территориальной целостности Украины, верность военной присяге[1].
- Орден «За мужество» II степени (24 августа 2023, посмертно) — за личное мужество и самоотверженные действия, проявленные в защите государственного суверенитета и территориальной целостности Украины[2].
- Орден «За мужество» III степени (2 мая 2022) — за личное мужество и самоотверженные действия, проявленные в защите государственного суверенитета и территориальной целостности Украины, верность военной присяге[3].